# Fred Appleyard (cầu thủ bóng đá)
Fred Appleyard (13 tháng 6 năm 1909 – 1995) là một cầu thủ bóng đá người Anh thi đấu ở Football League cho Rochdale. Ông sinh ra ở Rochdale, Anh.